# Nissonologie
La nissonologie, du grec ancien νῆσος nễsos qui signifie « île », est la science qui étudie les îles. Ce néologisme a été proposé en 1982 par Abraham Moles. Le terme nissologie est également employé.